# Christian Ludwig Mögling

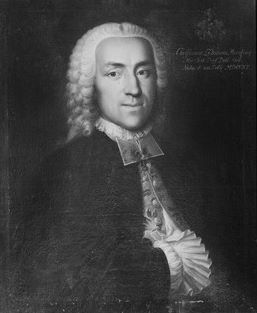
Porträt in der Tübinger Professorengalerie

Christian Ludwig Mögling oder Moegling (* 12. Juli 1715 in Tübingen; † 22. Juni 1762 ebenda) war ein deutscher Mediziner und Hochschullehrer.

## Leben
Mögling war ein Sohn des Juristen Jacob David Mögling und er studierte an der Universität Tübingen Naturwissenschaften und Medizin. 1735 erlangte er den Grad eines Lic. med. Anschließend ging er auf eine Reise durch deutsche Länder, die Niederlande, Frankreich und Italien. In Paris verblieb er zum Studium ein Jahr. 1738 kehrte er nach Tübingen zurück und wurde dort zum Dr. med. promoviert. Er ließ sich als praktischer Arzt nieder und begann Vorlesungen an der Universität zu halten. 1741 wurde er außerdem zum Stadt- und Kreisphysikus gewählt.
Mögling erhielt 1746 an der Tübinger Hochschule eine Stelle als außerordentlicher Professor und 1752 eine als ordentlicher Professor. 1758 ernannte ihn Markgraf Karl Friedrich von Baden-Durlach zum Leibarzt und markgräflichen Rat. 1758/1759 amtierte er als Rektor der Tübinger Universität.
Möglings Porträt ist ein Teil der Tübinger Professorengalerie.

## Werke (Auswahl)
- Dilucidationes Principiorum Chymicorum, Bauhof und Franck, Tübingen 1746.
- Tentamina semioticae, exhibentia methodum, Bauhof und Franck, Tübingen 1754.
- Oratio de iis, quae in curationis negotio contingunt quandoque extra ordinem, et quam maxime de curationibus dictis vulgo et creditis miraculosis, Bauhof und Frank, Tübingen 1756.
- Tractatus Pathologico-Practicus, Bauhof und Franck, Tübingen 1758.